# Флорін Пьєрсік
Флорі́н Пьє́рсік (рум. Florin Piersic; нар. 27 січня 1936 Клуж, Румунія) — румунський актор. Українським глядачам відомий за численними історико-костюмованими пригодницьким кінострічкам 1970-1980-х рр.

## Біографія
Народився 27 січня 1936 року в місті Клуж (з 1974 — Клуж-Напока, Румунія) в сім'ї ветеринара.
Закінчив Інститут театру і кінематографії ім. Караджале в Бухаресті в 1957 році. Працював актором Національного театру ім. Караджале в Бухаресті.
У кіно знімається з 1958 року. Здобув популярність в 1970-х рр. після виконання головних ролей в серії костюмовано-історичних фільмів про Стародавній Рим («Колона», «Битва за Рим») про гайдуків («Гайдуки», «Помста гайдуків», «Пригоди гайдуки Ангела» й ін.) про благородного розбійника Марджелато («Жовта троянда», «Таємниці Бухареста», «Срібна маска», «Бирюзовое намисто»). Знімався також за кордоном: в СРСР, Франції, ФРН, Австрії, Італії. У 1988—2002 роках в кіно не знімався. Повернувся на великий екран у 2003 році в пригодницькому фільмі «Дунай, Дунай».
У 2006 був обраний до списку «100 великих румун», виступає з концертами. Син — Флорін Пьєрсік молодший (1968 р.н.) — теж актор.

## Фільмографія
- Ciulinii baraganului (1957)
- O poveste obisnuita… o poveste ca in basme (1959)
- Aproape de soare (1960)
- Flacaul si focul (1960)
- Celebrul 702 (1961)
- S-a furat o bomba (1961)
- Drum nou / Lada cu zestre (1961)
- Pasi spre luna (1963)
- Neamul Soimarestilor (1964)
- De-as fi… Harap-Alb (1965) — Harap-Alb
- Rascoala (1965)
- Sapte baieti si-o strengarita (1966)
- Tunelul (1966)
- Frumoasele vacante (1967)
- Batalia pentru Roma (1968)
- Columna (1968)
- Kampf um Rom II — Der Verrat (1969)
- Haiducii lui Saptecai (1970) — Anghel Saptecai
- Міхай Хоробрий (рум. Mihai Viteazul) (1970) — Преда Бузеску
- Saptamana nebunilor (1971)
- Zestrea Domnitei Ralu (1971) — Anghel Saptecai
- Aventuri la Marea Neagra (1972)
- Parasutistii (1972)
- Stefan cel Mare — Vaslui 1475 (1974)
- Agentul straniu (1974)
- Fratii Jderi (1974) — Ionut Jder
- Un August in flacari (1974)
- Elixirul tineretii (1975)
- Comoara din Carpati (1975)
- Pintea (1976) — Grigore Pintea
- Cuibul salamandrelor (1976) — Dan
- Instanta amana pronuntarea (1976)
- Roscovanul (1976)
- Tufa de Venetia (1976)
- Eu, tu si Ovidiu (1977) — Prometeu
- Razboiul de Independenta (1977)
- Regasire (1977)
- Ultima frontiera a mortii (1979)
- Rug si flacara (1979)
- Drumul oaselor (1980) -Margelatu'
- Reteaua S (1980)
- Trandafirul galben (1982) — Margelatu'
- O lebada iarna (1983)
- Galax, omul papusa (1983)
- Misterele Bucurestilor (1983) — Margelatu'
- O lebada iarna (1983)
- Masca de argint (1984) — Margelatu'
- Ramasagul (1984)
- Colierul de turcoaze (1985) — Margelatu'
- Racolarea (1985)
- Totul se plateste (1986) — Uligaie
- In fiecare zi mi-e dor de tine (1987)
- Fix alert (2004)
- Eminescu versus Eminem (2005)
- Lacrimi de iubire (Serial TV) (2005) — Tatal Alexandrei[2]
- Товариш детектив (2017)